# Сібек'ю
Сібек'ю (англ. Cibecue) — переписна місцевість (CDP) в США, в окрузі Навахо штату Аризона. Населення — 1816 осіб (2020).

## Географія
Сібек'ю розташований за координатами 34°1′49″ пн. ш. 110°29′31″ зх. д. / 34.03028° пн. ш. 110.49194° зх. д. (34.030367, -110.491960).  За даними Бюро перепису населення США в 2010 році переписна місцевість мала площу 15,47 км², з яких 15,46 км² — суходіл та 0,00 км² — водойми.

## Демографія
Згідно з переписом 2010 року, у переписній місцевості мешкало 1713 осіб у 419 домогосподарствах у складі 348 родин. Густота населення становила 111 особа/км².  Було 455 помешкань (29/км²).
Расовий склад населення:
| - 96,4 % — корінних американців - 1,7 % — азіатів - 0,8 % — білих - 0,1 % — чорних або афроамериканців |

До двох чи більше рас належало 0,6 %. Частка іспаномовних становила 1,9 % від усіх жителів.
За віковим діапазоном населення розподілялося таким чином: 38,3 % — особи молодші 18 років, 56,3 % — особи у віці 18—64 років, 5,4 % — особи у віці 65 років та старші. Медіана віку мешканця становила 23,6 року. На 100 осіб жіночої статі у переписній місцевості припадало 96,9 чоловіків;  на 100 жінок у віці від 18 років та старших — 96,8 чоловіків також старших 18 років.
Середній дохід на одне домашнє господарство  становив 21 377 доларів США (медіана — 18 088), а середній дохід на одну сім'ю — 23 944 долари (медіана — 21 917). Медіана доходів становила 20 583 долари для чоловіків та 16 875 доларів для жінок. За межею бідності перебувало 64,6 % осіб, у тому числі 68,7 % дітей у віці до 18 років та 76,1 % осіб у віці 65 років та старших.
Цивільне працевлаштоване населення становило 345 осіб. Основні галузі зайнятості: освіта, охорона здоров'я та соціальна допомога — 43,2 %, транспорт — 12,5 %, публічна адміністрація — 10,7 %.